# معهد كوبنهاغن للدراسات المستقبلية
يعتبر معهد كوبنهاغن للدراسات المستقبلية (معهد فرمتيسفرسكيننغ) هو أحد أكبر مراكز الدراسات المستقبلية في الدول الإسكندنافية. تأسست في عام 1970 من قبل البروفسور ثوركيل كريستنسن، الأمين العام السابق لمنظمة التعاون الاقتصادي والتنمية، وزير المالية الدانمركي وعضو في نادي روما. إنها مؤسسة فكرية غير ربحية، وكانت مهمتها منذ البداية مساعدة المنظمات الدنماركية (العامة والخاصة) على فهم وتخطيط الاتجاهات التي تشكل مستقبلها على المدى الطويل. اليوم هو مركز أبحاث دولي. 
يغطي بحث المعهد مجموعة واسعة من الموضوعات بدءًا من التحديد والتحليل الإحصائي للاتجاهات العالمية إلى الاستجابات الذاتية والعاطفية للمستقبل. عمل المعهد متعدد التخصصات، ويغطي موظفوها عددًا من التخصصات الأكاديمية والخلفيات المهنية، بما في ذلك الإقتصاد والعلوم السياسية والإثنوغرافيا وعلم النفس والهندسة والعلاقات العامة وعلم الاجتماع. 